# Federico Travé
Federico Travé Escardó barón de Monclar (en catalán: Frederic Travé i Escardó) (? 1858 - Barcelona, 28 de septiembre de 1938) fue un abogado y político de Cataluña, España. Era miembro de una familia de propietarios agrarios de Cubellas vinculada al Banco de Barcelona. Militó en el Partido Liberal, y fue elegido diputado por el distrito electoral de Villanueva y Geltrú en las elecciones generales de 1898, y por el de Granollers en las de 1901 y 1905. También fue elegido senador por la circunscripción electoral de la provincia de Tarragona en 1913 y era Gentilhombre de cámara con ejercicio del Rey Alfonso XIII.